# Dutar

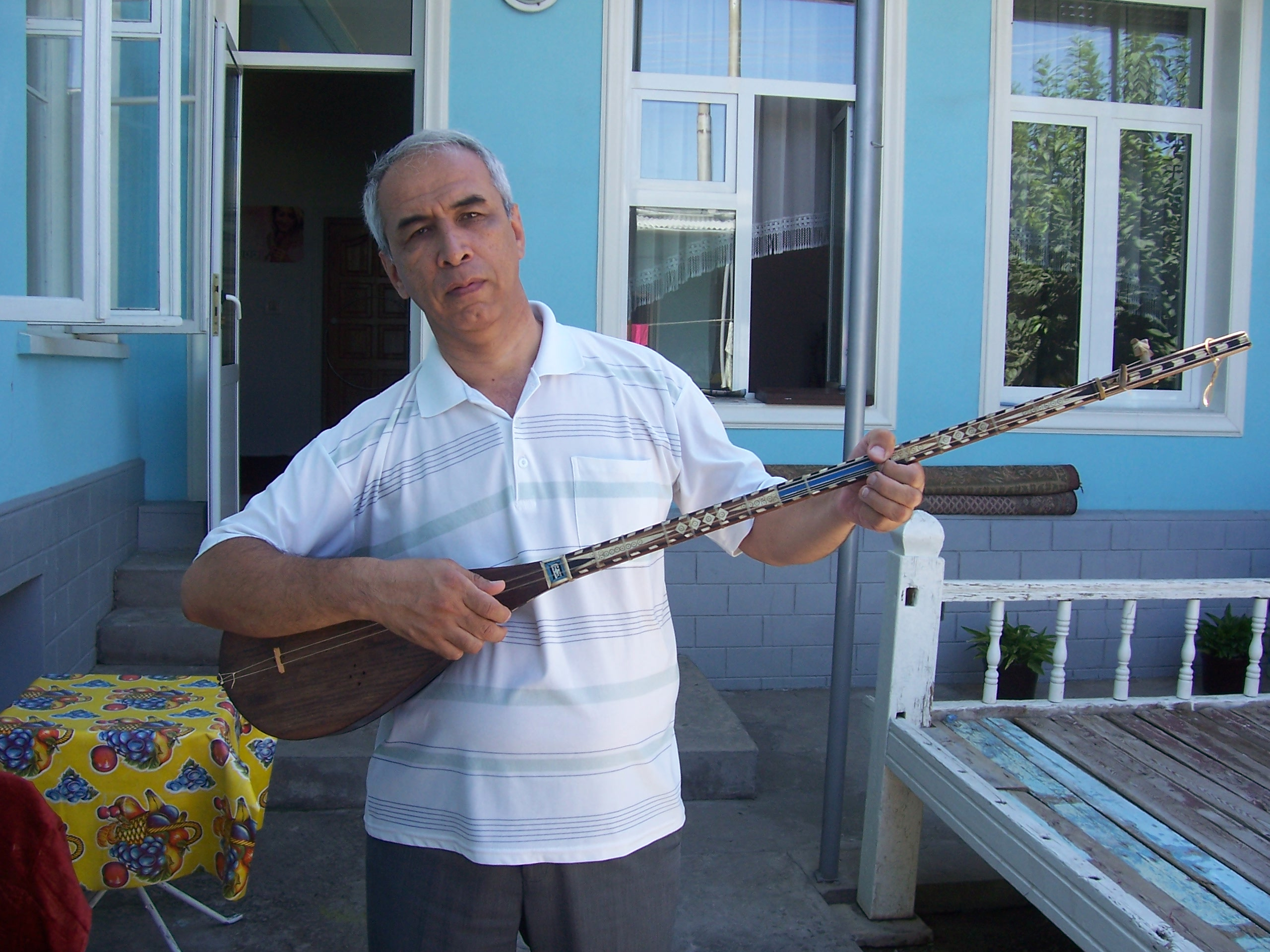
Muzyk grający na dutarze

Dutar – dwustrunowy instrument muzyczny z grupy lutni długoszyjkowych. Jest rodzajem tanburu i od niego się wywodzi.
Dutar wykorzystywany jest jako instrument solowy i akompaniujący w muzyce ludowej na terenie Iranu oraz na wschód od niego, m.in. przez Tadżyków, Turkmenów, Ujgurów oraz Uzbeków. Ci ostatni wykorzystują go także w gatunku muzyki artystycznej zwanym szaszmakom.
Dutar ma gruszkowaty, mocno od spodu wypukły korpus i długą, wąską szyjkę. Dwa drewniane kołki do napinania strun osadzone są na końcu szyjki, która nie ma wydzielonej główki. Struny wykonuje się z jedwabiu, zwierzęcych jelit, lub – począwszy od XX wieku – z metalu. Podczas gry skraca się je palcami, dociskając do jelitowych progów. Jedna z technik gry polega na skracaniu obydwu strun – dolnej palcem wskazującym, a górnej kciukiem; w innej technice melodię odgrywa się na dolnej strunie podczas gdy druga akompaniuje burdonem. Struny szarpie się palcami drugiej ręki, plektronem lub pazurkami.
Niektóre dutary, inspirowane arabskim rebabem, wyposażone są w kilkanaście strun rezonansowych.
W 2019 tradycja wytwarzania i gry na dutarze w Iranie została wpisana na listę reprezentatywną niematerialnego dziedzictwa kulturowego UNESCO.